# آزیلیانو ونتو
آزیلیانو ونتو (به ایتالیایی: Asigliano Veneto) یک کومونه در ایتالیا است که در استان ویچنزا واقع شده‌است.

## خصوصیات
آزیلیانو ونتو ۸ کیلومترمربع مساحت و ۹۳۷ نفر جمعیت دارد و ۲۲ متر بالاتر از سطح دریا واقع شده‌است.

## خواهرخوانده
شهر آزیلیانو ورچلزه خواهرخواندهٔ آزیلیانو ونتو هست.